# Anthony Trafford
Joseph Anthony Porteous Trafford (20 juillet 1932 - 16 septembre 1989) est un médecin et homme politique du Parti conservateur britannique. Il est généralement connu sous le nom d'Anthony Trafford, parfois abrégé en "Tony".

## Biographie
Trafford est le fils du médecin Harold Trafford de Warlingham, Surrey . En 1960, il épouse Helen Elizabeth, fille d'Albert Ralph Chalk de Cambridge. Il s'installe à Hove, dans le Sussex. Lord et Lady Trafford ont un fils et une fille.
- Hon. Mark Russell Trafford QC (né en 1966)
- Hon. Tanya Helen Trafford (née en 1968)

Il fait ses études à la St Edmund's School, Hindhead , Charterhouse, Lincoln's Inn , l'Université de Londres et à la Guy's Hospital Medical School où il remporte la médaille d'or, obtient un baccalauréat en médecine et un baccalauréat en chirurgie avec distinction en 1957 et rejoint le Collège Royal des Médecins en 1961  avant d'assister à l'Université Johns Hopkins à Baltimore en tant que Fellow en Médecine et Chercheur Fulbright.
Il revient en Angleterre et devient registraire principal à l'hôpital de Guy en 1963, puis médecin consultant au Royal Sussex County Hospital en 1965, où il est également directeur de son unité de rein artificiel. Il est aussi directeur d'une société de banque privée et pro-chancelier de l'Université du Sussex.
Aux élections générales de 1970, il est élu député pour le siège marginal de The Wrekin, mais perd son siège aux élections générales de février 1974 face au candidat du Parti travailliste Gerald Fowler, qu'il avait battu en 1970.
Trafford est en service à l'hôpital au moment de l'attentat à la bombe contre un hôtel de Brighton lors de la conférence du Parti conservateur en 1984 et joue un rôle de premier plan dans le traitement des blessés qui sont emmenés en première instance au Royal Sussex County Hospital. Trafford est ensuite fait chevalier en 1985 et créé pair à vie en tant que baron Trafford, de Falmer dans le Sussex de l'Est le 3 avril 1987. Il est nommé ministre d'État à la Santé à la Chambre des lords en juillet 1989, pour prendre en charge les propositions du gouvernement sur le rapport Warnock sur la fertilisation humaine.
Il est décédé en tant que patient à l'hôpital royal du comté de Sussex après une courte maladie du cancer du poumon en septembre 1989, à l'âge de 57 ans.